# Ben Simmons
Pour les articles homonymes, voir Simmons.
Benjamin « Ben » Simmons, né le 20 juillet 1996 à Melbourne en Australie, est un joueur australien de basket-ball mesurant 2,08 m et évoluant au poste de meneur voire de pivot.

## Biographie

### Carrière au lycée
Formé à l'Australian Institute of Sport (AIS), Simmons part en 2013 aux États-Unis pour jouer avec le lycée de Montverde en Floride.
En août 2013, Simmons est sélectionné en équipe senior d'Australie pour le championnat d'Océanie de basket-ball.
En 2015, Simmons reçoit plusieurs titres de meilleur joueur de basket-ball au niveau lycée de l'année : Naismith Prep Player of the Year, Gatorade Player of the Year et Mr. Basketball USA. Sur l'année 2014-2015, il marque en moyenne 28 points et prend 11,9 rebonds. Simmons est nommé dans l'équipe-type choisie par USA Today. Il participe au McDonald's All-American Game et au Nike Hoop Summit.

### Carrière universitaire
À la fin de sa carrière en lycée, Simmons poursuit sa formation aux Tigers de l'université d'État de Louisiane en NCAA, le championnat universitaire américain. Les Tigers sont éliminés lors du tournoi 2016 de la Southeastern Conference et n'atteignent pas le tournoi final NCAA.
En mars 2016, Simmons déclare sa candidature à la draft 2016 de la NBA où il est considéré comme l'un des choix pour la première place avec Brandon Ingram.

### Carrière professionnelle

#### 76ers de Philadelphie (2016-2022)
Il est choisi à la première position par les 76ers de Philadelphie, devant Ingram.
Le 3 juillet 2016, il signe un contrat avec les 76ers.
Le 30 septembre 2016, il se fracture le pied droit à l'entraînement et doit subir une opération,. La presse parle d'une prise de poids de 15 kg qui serait à l'origine de la fracture. En réalité, il y a une ambiguïté quant au poids réel de Simmons, qui était de 109 kg à l'université alors qu'aux dires de l'intéressé, il était de seulement 98 kg lors de la draft. Quoi qu'il en soit, il pesait 113 kg au moment de sa blessure, qui le tient éloigné des terrains pendant au moins trois mois, voire pour toute la saison,.
En décembre 2016, l'entraîneur des 76ers, Brett Brown, déclare qu'il entend faire évoluer Simmons, à son retour, au poste de meneur, y compris défensivement.
En février 2017, les 76ers annoncent que Simmons ne jouera pas lors de la saison en cours pour que la guérison de Simmons soit complète.
Le 23 octobre 2017, il réalise son premier triple-double[réf. nécessaire].
Le 15 juillet 2019, il signe un nouveau contrat avec les 76ers pour 170 millions de dollars sur cinq ans auxquels s'ajoutent une prime pouvant aller jusqu'à 34 millions de dollars s'il est nommé dans le meilleur cinq majeur en fin de saison 2019-2020. Il annonce ensuite son forfait pour la Coupe du monde 2019.
Lors des playoffs 2021, les 76ers sont éliminés par les Hawks d'Atlanta en demi-finale de conférence. Simmons est critiqué en raison de son adresse catastrophique au lancer-franc (32 %) mais aussi pour sa faible contribution offensive dans les quatrièmes quart-temps de la série où il ne prend que 3 tirs en 7 matches.
Après avoir manqué le début du camp d'entraînement en octobre 2021 et écopé de plusieurs amendes de la part des 76ers, l'Australien se fait exclure par son entraîneur Doc Rivers lors d'un entraînement pour avoir refusé de prendre part à un exercice, il est également suspendu pour le premier match de la saison. La situation se tend entre les Sixers et Ben Simmons car ce dernier refuse de participer aux matches de son équipe. Ben Simmons considère qu'il souffre de problèmes mentaux et ne peut prendre part à ces rencontres. Les Sixers retiennent environ 19 millions de dollars sur les gains de Simmons en raison de ses forfaits. Un accord financier est trouvé en août 2022 sur cette somme.

#### Nets de Brooklyn (2022-2025)
En février 2022, il est transféré aux Nets de Brooklyn avec Seth Curry et Andre Drummond contre James Harden et Paul Millsap. Il ne joue pas de la saison et subit une opération du dos à la fin de celle-ci. Simmons joue 42 rencontres lors de la saison 2022-2023 mais seulement 15 sur 82 lors de la saison 2023-2024 en raison de blessures.

#### Clippers de Los Angeles (depuis 2025)
En février 2025, il est libéré de sa dernière année de contrat et signe avec les Clippers de Los Angeles jusqu'à la fin de la saison.

## Style de jeu
Pendant sa carrière universitaire, Simmons se distingue comme un ailier fort avec un incroyable talent de passeur. En cela, il se rapproche du style de jeu de LeBron James à son arrivée en NBA. Il est donc capable de mener l'attaque avec justesse et une intelligence remarquable pour son jeune âge. Il est extrêmement agile et rapide pour un joueur de sa taille (2,11 m). Simmons est aussi un excellent rebondeur. Défenseur plutôt habile, il parvient à s'imposer, à l'université, aussi bien à l'extérieur qu'à l'intérieur. Quasiment ambidextre en finition près du cercle et très puissant, son principal argument offensif consiste donc à marquer en pénétration.
Néanmoins, le tir en suspension de Simmons est encore très perfectible. De même, il pourrait être encore meilleur en défense de par sa taille et son envergure. Il améliore sa défense et est nommé dans la NBA All-Defensive First Team en 2020. En 2021, il finit second au titre de meilleur défenseur de l'année, derrière Rudy Gobert.

## Palmarès

### NBA
- NBA Rookie of the Year en 2018.
- 3 sélections au NBA All-Star Game en 2019, 2020 et en 2021.
- All-NBA Third Team en 2020.
- NBA All-Defensive First Team en 2020 et 2021.
- NBA All-Rookie First Team en 2018.

### Université
- Consensus first-team All-American en 2016.
- Freshman de l'année de l'USBWA National en 2016.
- First-team All-SEC en 2016.
- Freshman de l'année de la Southeastern Conference en 2016.
- Joueur de l'année de Gatorade National en 2015.
- Joueur de l'année de Naismith Prep en 2015.
- McDonald's All-American en 2015.
- First-team Parade All-American en 2015.

## Statistiques
| Recrue/rookie de la saison | Leader de la ligue |

gras = ses meilleures performances

### Universitaires
Les statistiques en matchs universitaires de Ben Simmons sont les suivantes :
| Saison    | Équipe | Matchs | Titul. | Min./m | % Tir | % 3pts | % LF | Rbds/m. | Pass/m. | Int/m. | Ctr/m. | Pts/m. |
| --------- | ------ | ------ | ------ | ------ | ----- | ------ | ---- | ------- | ------- | ------ | ------ | ------ |
| 2015-2016 | LSU    | 33     | 32     | 34,9   | 56,0  | 33,3   | 67,0 | 11,76   | 4,79    | 1,97   | 0,82   | 19,15  |
| Total     | Total  | 33     | 32     | 34,9   | 56,0  | 33,3   | 67,0 | 11,76   | 4,79    | 1,97   | 0,82   | 19,15  |

### Professionnelles

#### Saison régulière
| Saison        | Équipe        | Matchs | Titul. | Min./m | % Tir | % 3pts | % LF | Rbds/m. | Pass/m. | Int/m. | Ctr/m. | Pts/m. |
| ------------- | ------------- | ------ | ------ | ------ | ----- | ------ | ---- | ------- | ------- | ------ | ------ | ------ |
| 2017-2018     | Philadelphie  | 81     | 81     | 33,7   | 54,5  | 0,0    | 56,0 | 8,14    | 8,16    | 1,73   | 0,86   | 15,79  |
| 2018-2019     | Philadelphie  | 79     | 79     | 34,2   | 56,2  | 0,0    | 60,0 | 8,82    | 7,72    | 1,42   | 0,77   | 16,92  |
| 2019-2020*    | Philadelphie  | 57     | 57     | 35,4   | 58,0  | 28,6   | 62,1 | 7,79    | 7,98    | 2,09   | 0,58   | 16,44  |
| 2020-2021     | Philadelphie  | 58     | 58     | 32,4   | 55,7  | 30,0   | 61,3 | 7,19    | 6,91    | 1,60   | 0,60   | 14,29  |
| 2022-2023     | Brooklyn      | 42     | 33     | 26,3   | 56,6  | 0,0    | 43,9 | 6,30    | 6,10    | 1,30   | 0,60   | 6,90   |
| 2023-2024     | Brooklyn      | 15     | 12     | 23,9   | 58,1  | –      | 40,0 | 7,90    | 5,70    | 0,80   | 0,60   | 6,10   |
| 2024-2025     | Brooklyn      | 33     | 24     | 25,0   | 54,7  | –      | 69,2 | 5,20    | 6,90    | 0,80   | 0,50   | 6,20   |
| Total         | Total         | 365    | 344    | 31,8   | 56,0  | 13,9   | 59,1 | 7,60    | 7,40    | 1,50   | 0,70   | 13,60  |
| All-Star Game | All-Star Game | 2      | 0      | 23,0   | 92,3  | –      | 50,0 | 6,00    | 6,00    | 1,50   | 0,50   | 13,50  |

Mise à jour le 8 février 2025
Note: * Cette saison a été réduite en raison de la Pandémie de Covid-19.

#### Playoffs
| Saison | Équipe       | Matchs | Titul. | Min./m | % Tir | % 3pts | % LF | Rbds/m. | Pass/m. | Int/m. | Ctr/m. | Pts/m. |
| ------ | ------------ | ------ | ------ | ------ | ----- | ------ | ---- | ------- | ------- | ------ | ------ | ------ |
| 2018   | Philadelphie | 10     | 10     | 36,9   | 48,8  | 0,0    | 70,7 | 9,40    | 7,70    | 1,70   | 0,80   | 16,30  |
| 2019   | Philadelphie | 12     | 12     | 35,1   | 62,1  | 0,0    | 57,5 | 7,08    | 6,00    | 1,25   | 1,00   | 13,92  |
| 2021   | Philadelphie | 12     | 12     | 33,5   | 62,1  | 0,0    | 34,2 | 7,92    | 8,83    | 1,25   | 0,83   | 11,92  |
| Total  | Total        | 34     | 34     | 35,1   | 57,1  | 0,0    | 52,0 | 8,06    | 7,50    | 1,38   | 0,88   | 13,91  |

Mise à jour le 20 juin 2021

## Records sur une rencontre en NBA
Les records personnels de Ben Simmons en NBA sont les suivants, :
| Record de la franchise |

| Type de statistique        | Saison régulière | Saison régulière          | Saison régulière | Playoffs | Playoffs              | Playoffs      |
| Type de statistique        | Record           | Adversaire                | Date             | Record   | Adversaire            | Date          |
| -------------------------- | ---------------- | ------------------------- | ---------------- | -------- | --------------------- | ------------- |
| Points                     | 42               | @ Jazz de l'Utah          | 15 février 2021  | 31       | @ Nets de Brooklyn    | 18 avril 2019 |
| Paniers marqués            | 15               | @ Jazz de l'Utah          | 15 février 2021  | 11       | 2 fois                | 2 fois        |
| Paniers tentés             | 26               | @ Jazz de l'Utah          | 15 février 2021  | 17       | Heat de Miami         | 16 avril 2018 |
| Paniers à 3 points réussis | 1                | 5 fois                    | 5 fois           | -        | -                     | -             |
| Paniers à 3 points tentés  | 2                | 2 fois                    | 2 fois           | 1        | 2 fois                | 2 fois        |
| Lancers francs réussis     | 15               | 2 fois                    | 2 fois           | 9        | @ Nets de Brooklyn    | 18 avril 2019 |
| Lancers francs tentés      | 29               | Wizards de Washington     | 29 novembre 2017 | 14       | Hawks d'Atlanta       | 16 juin 2021  |
| Rebonds offensifs          | 7                | @ Thunder d'Oklahoma City | 15 novembre 2019 | 8        | Wizards de Washington | 23 mai 2021   |
| Rebonds défensifs          | 17               | @ Knicks de New York      | 13 janvier 2019  | 12       | Celtics de Boston     | 7 mai 2018    |
| Rebonds totaux             | 22               | @ Knicks de New York      | 13 janvier 2019  | 15       | Wizards de Washington | 23 mai 2021   |
| Passes décisives           | 17               | @ Pistons de Détroit      | 23 décembre 2019 | 15       | Wizards de Washington | 23 mai 2021   |
| Interceptions              | 7                | 2 fois                    | 2 fois           | 4        | 3 fois                | 3 fois        |
| Contres                    | 4                | 2 fois                    | 2 fois           | 3        | 3 fois                | 3 fois        |
| Balles perdues             | 11               | @ Raptors de Toronto      | 30 octobre 2018  | 7        | 2 fois                | 2 fois        |
| Minutes jouées             | 52               | Thunder d'Oklahoma City   | 15 décembre 2017 | 44       | @ Raptors de Toronto  | 29 avril 2019 |

- Double-double : 143 (dont 11 en playoffs)
- Triple-double : 36 (dont 3 en playoffs)

Dernière mise à jour : 21 décembre 2024

## Pour approfondir